# Мисникова, Елизавета
Елизаве́та Ми́сникова (бел. Лізавета Місьнікава, 1 февраля 2005, Минск, Республика Беларусь) — белорусская певица, вокалистка. Участница песенного конкурса Детское Евровидение — 2019 на котором представила Беларусь и в финале заняла 11 место.

## Биография
Родилась 1 февраля 2005 года в Минске. Музыкой начала занимать с 10 лет в музыкальной школе и вокальной студии StudioPlay. Елизавета училась в 56 гимназии Минска и являлась отличницей учёбы. Также Елизавета раньше вела свой YouTube канал но из-за столь плотного графика перестала его вести.

## Национальный отбор на Детское Евровидение — 2019
Национальный отбор на песенный конкурс Детское Евровидение — 2019 прошёл 21 сентября 2019 года в студии «600 метров». Елизавета выступала на отборе с песней «Пепельный» с которой прошла в финал отбора. Это не первая попытка Мисниковой попасть на песенный конкурс. До этого она пыталась попасть на Детское Евровидение два раза. В финале национального отбора она набрала 20 баллов. За Мисникову проголосовало 1526 человек, за что она получила 10 баллов. Жюри отдали 10 баллов. Этих 20 баллов ей хватило чтобы победить в национальном отборе и представить Белоруссию на Детском Евровидении — 2019.

## Участие в песенном конкурсеДетское Евровидение — 2019
Конкурс прошёл 24 ноября 2019 года в городе Гливице, Польша. Часть песни «Пепельный», которую она исполнит[когда?] на Евровидение, был переведён[кто?] на английский язык. По итогам зрительского голосования она набрала 48 баллов. Жюри же отдали ей 44 балла. По итогам голосования Мисниковой удалось набрать 92 балла и занять 11 место.
Подготовку к конкурсу снимала съёмочная группа телеканал «Беларусь 1».

## Участие в конкурсах
| Год  | Название конкурса                                |
| ---- | ------------------------------------------------ |
| 2016 | Национальный отбор на Детское Евровидение — 2016 |
| 2017 | Национальный отбор на Детское Евровидение — 2017 |
| 2018 | Национальный отбор на Детское Евровидение — 2018 |
| 2019 | Дорога к мечте                                   |
| 2019 | Маладзiчок — 2019                                |
| 2019 | Лига Победителей — 2019                          |
| 2019 | Национальный отбор на Детское Евровидение — 2019 |
| 2019 | Детское Евровидение — 2019                       |
| 2020 | The Voice Kids Poland 3                          |

## Видеография
| Год  | Название        |
| ---- | --------------- |
| 2019 | Пепельный/Ashen |